# Liste der Biografien/Raw
Liste der Biografien |
Portal Biografien |
Personensuche
# |
A |
B |
C |
D |
E |
F |
G |
H |
I |
J |
K |
L |
M |
N |
O |
P |
Q |
R |
S |
T |
U |
V |
W |
X |
Y |
Z |
?
 
Ra |
Rb |
Rd |
Re |
Rh |
Ri |
Rj |
Rk |
Rl |
Rm |
Rn |
Ro |
Rr |
Rs |
Rt |
Ru |
Rv |
Rw |
Rx |
Ry |
Rz
 
Raa |
Rab |
Rac |
Rad |
Rae–Rah |
Rai |
Raj |
Rak |
Ral |
Ram |
Ran |
Rao |
Rap |
Raq |
Rar |
Ras |
Rat |
Rau |
Rav |
Raw |
Rax |
Ray |
Raz
Die Liste der Biografien führt alle Personen auf, die in der deutschsprachigen Wikipedia einen Artikel haben. Dieses ist eine Teilliste mit 111 Einträgen von Personen, deren Namen mit den Buchstaben „Raw“ beginnt.

## Raw
- Raw, Jimmy (1961–2020), brasilianischer Fernseh- und Radiomoderator
- Raw, Vanessa (* 1984), englische Triathletin
- Raw.Full (* 1980), österreichischer DJ und Musikproduzent

### Rawa
- Rawabdeh, Abdelraouf al- (* 1939), jordanischer Politiker
- Rawabdeh, Noor al- (* 1997), jordanischer Fußballspieler
- Rawahi, Ahmed al- (* 1994), omanischer Fußballtorhüter
- Rawail, Harnam Singh (1921–2004), indischer Filmregisseur, Drehbuchautor und Filmproduzent
- Rawail, Rahul (* 1951), indischer Filmregisseur des Hindi-Films
- Rawal, Paresh (* 1950), indischer Schauspieler und Politiker
- Rawald, Gustav (1812–1892), deutscher Weinhändler und Revolutionär
- Rawat, Harish (* 1948), indischer Politiker
- Rawat, Navi (* 1977), US-amerikanische Schauspielerin
- Rawat, Pradeep Kumar, indischer Diplomat
- Rawat, Prem (* 1957), US-amerikanischer Friedenssprecher und MeditationslehrerPrem Rawat (* 1957)

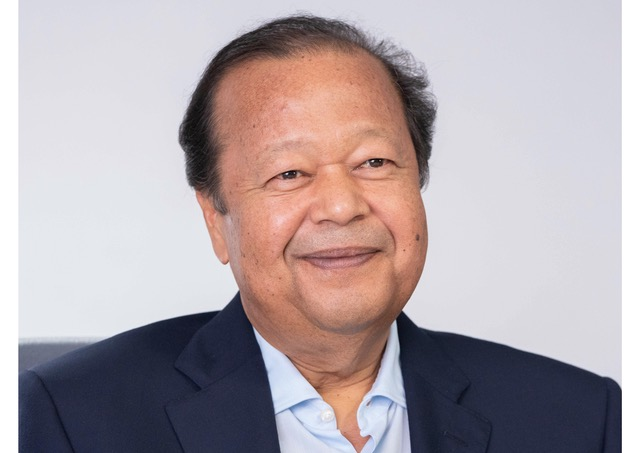
Prem Rawat (* 1957)

- Rawat, Tirath Singh (* 1964), indischer Politiker
- Rawat, Trivendra Singh (* 1960), indischer Politiker

### Rawc
- Rawcliffe, Derek (1921–2011), britischer Bischof der Anglikanischen Gemeinschaft
- Rawcliffe, Gordon Hindle (1910–1979), britischer Elektrotechniker

### Rawd
- Rawdon Briggs, Christopher (1869–1948), englischer Geiger und Musikpädagoge
- Rawdon, Herbert (1904–1975), US-amerikanischer Luftfahrtpionier
- Rawdon, John, 1. Earl of Moira (1720–1793), irischer Adliger und Politiker
- Rawdon-Hastings, Francis, 1. Marquess of (1754–1826), britischer General und Gouverneur von Indien
- Rawdschaa, Dulduityn (1803–1856), mongolischer Schriftsteller

### Rawe
- Rawe, Bernard (1864–1950), deutscher Textil-Kaufmann und -Unternehmer
- Rawe, Wilhelm (1929–2017), deutscher Politiker (CDU), MdB
- Rawee Udomsilp (* 1997), thailändischer Fußballspieler
- Räwel, Hans (1941–1963), deutsches Todesopfer der Berliner Mauer
- Rawengel, Anna Therese (1878–1932), deutsche Politikerin (DNVP), MdR
- Rawer, altägyptischer Beamter, Wesier
- Rawer, Inspektor der Schreiber
- Rawer, Schreiber der Urkunden des Königs
- Rawer, Vorsteher aller Arbeiten des Königs
- Rawer, altägyptischer Friseur des Königs
- Rawer, Karl (1913–2018), deutscher Physiker
- Rawert, Mechthild (* 1957), deutsche Politikerin (SPD), MdB
- Rawert, Peter (* 1959), deutscher Jurist und Amateurzauberer

### Rawi
- Rawi, Bassam al- (* 1997), katarisch-irakischer Fußballspieler
- Rawi, Omar Al- (* 1961), österreichischer Politiker (SPÖ) und IntegrationsbeauftragterOmar Al-Rawi (* 1961)

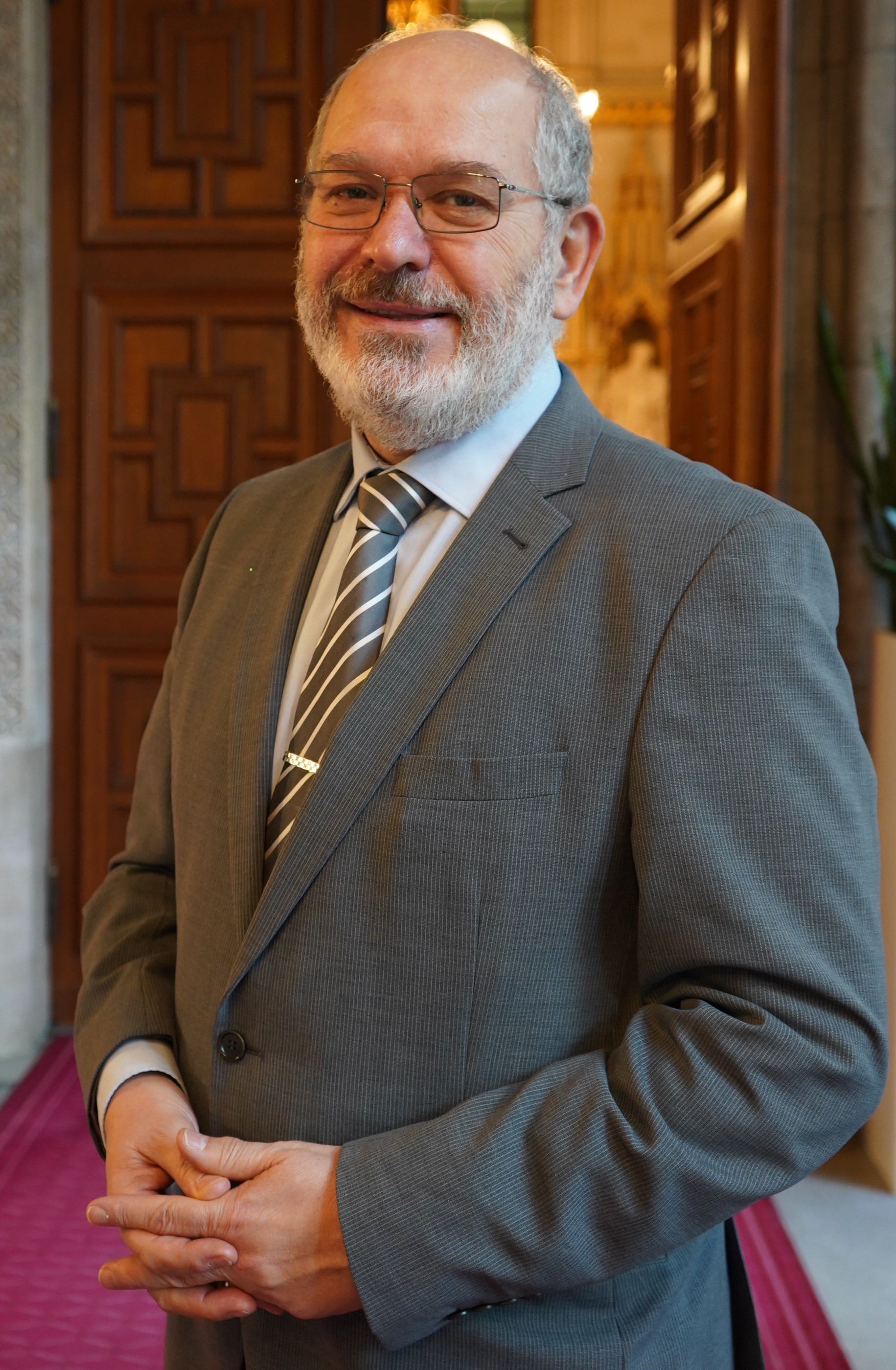
Omar Al-Rawi (* 1961)

- Rawi, Ousama (* 1939), irakischer Kameramann
- Rawicz, Emma (* 2002), britische Jazzmusikerin (Saxophon, Komposition)
- Rawicz, Sławomir (1915–2004), polnisch-britischer Autor
- Rawicz, Victor Meyer (1846–1915), deutscher Rabbiner
- Rawicz-Kosinski, Hamilkar von (1760–1823), polnischer Divisionsgeneral, preußischer Generalleutnant, Kommandant der Festung Posen
- Rawidowicz, Simon (1897–1957), deutsch-amerikanischer Philosoph
- Rawin Nontaket (* 1988), thailändischer Fußballspieler
- Rawiri, Angèle (1954–2010), gabunische Schriftstellerin
- Rawiri, Georges (1932–2006), gabunischer Politiker und Dichter
- Rawita-Ostrowski, Peter von (1902–1964), polnisch-peruanischer Maler
- Rawitsch, Sarra Naumowna (1879–1957), russische Revolutionärin
- Rawitscher, Anna Helena (1888–1976), deutsche Malerin und Bildhauerin
- Rawitscher, Felix (1890–1957), deutscher Botaniker und Hochschulprofessor in Deutschland und Brasilien
- Rawitz, Abraham (1934–2009), israelischer Politiker und Knessetabgeordneter
- Rawitz, Benjamin (1946–2006), israelischer Pianist
- Rawitzki, Carl (1879–1963), deutscher Jurist und Kommunalpolitiker (SPD)

### Rawl
- Rawle, David (* 2000), irischer Schauspieler
- Rawle, Jeff (* 1951), britischer Schauspieler
- Rawlence, Ben (* 1974), britischer Menschenrechtsaktivist
- Rawley, Mojo (* 1986), US-amerikanischer Wrestler und Footballer
- Rawlin, Andrew (* 1960), britischer Skilangläufer
- Rawling, Brian (* 1958), britischer Musikproduzent und Songschreiber
- Rawling, Cecil (1870–1917), britischer Soldat und Entdecker
- Rawlings, David (* 1969), US-amerikanischer Folkmusiker
- Rawlings, Jerry (1947–2020), ghanaischer Politiker, Präsident von Ghana (1979, 1981–2001)Jerry Rawlings (1947–2020)

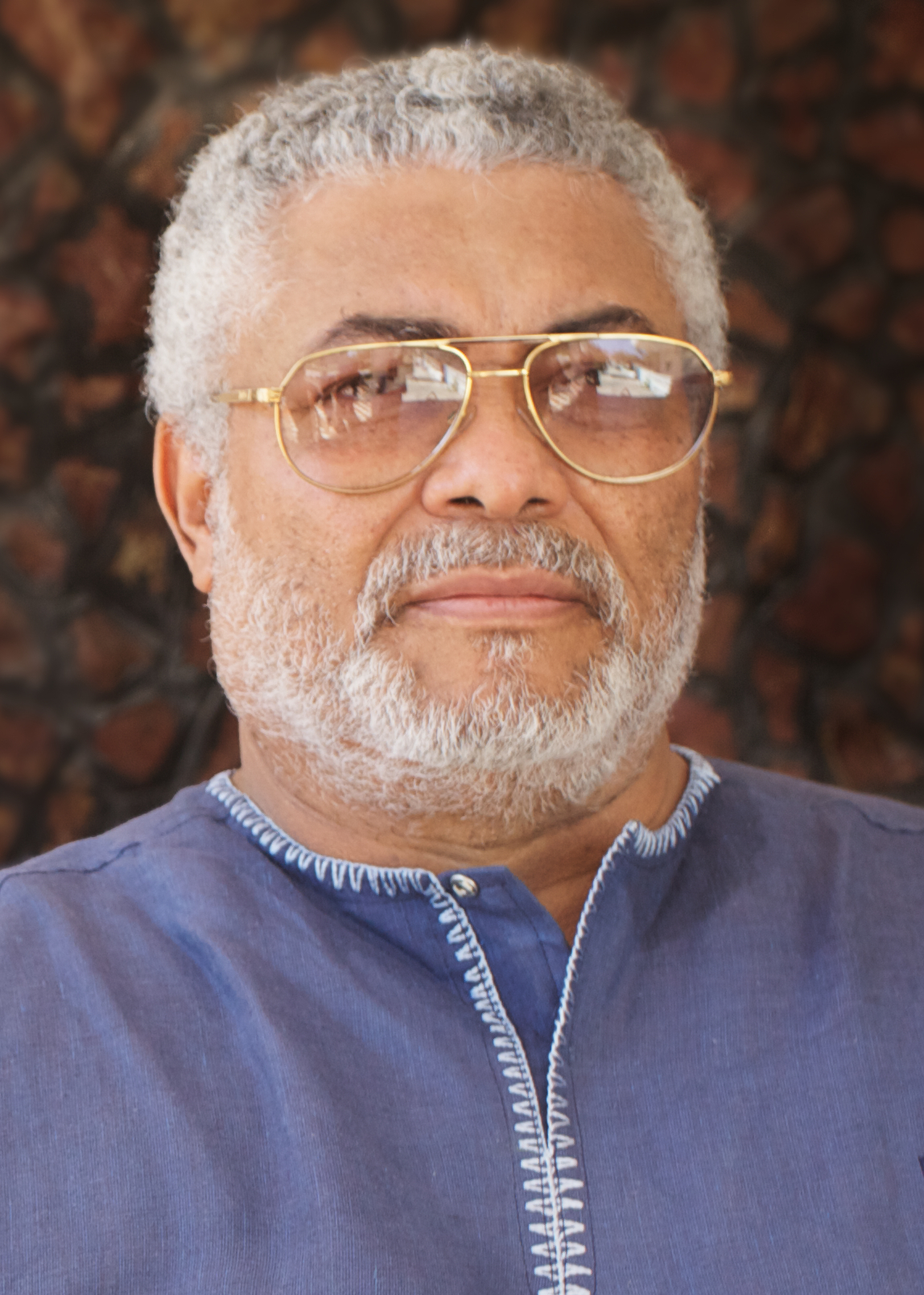
Jerry Rawlings (1947–2020)

- Rawlings, Margaret (1906–1996), britische Schauspielerin
- Rawlings, Maurice S. (1922–2010), US-amerikanischer Kardiologe und Buchautor
- Rawlings, Menna (* 1967), britische Diplomatin
- Rawlings, Michael, englischer Badmintonspieler
- Rawlings, Mike (* 1954), US-amerikanischer Politiker, Bürgermeister von Dallas (2011–2019)
- Rawlings, Patricia, Baroness Rawlings (* 1939), britische Politikerin (Conservative Party), MdEP
- Rawlings, Richard (* 1969), US-amerikanischer Filmschaffender und UnternehmerRichard Rawlings (* 1969)

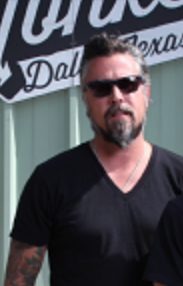
Richard Rawlings (* 1969)

- Rawlings, Terry (1933–2019), britischer Filmeditor
- Rawlins, Adrian (* 1958), britischer Schauspieler
- Rawlins, John Aaron (1831–1869), United States Army General während des Amerikanischen Bürgerkriegs
- Rawlins, Joseph Lafayette (1850–1926), US-amerikanischer Politiker
- Rawlins, Joshua (* 2004), australischer Fußballspieler
- Rawlins, Leslie (* 1954), Radrennfahrer aus Trinidad und Tobago
- Rawlins, Lester (1924–1988), US-amerikanischer Schauspieler
- Rawlins, Phil (1930–2009), US-amerikanischer Film- und Fernsehschaffender
- Rawlinson, Brian (1931–2000), britischer Schauspieler
- Rawlinson, Christopher (* 1972), britischer Hürdenläufer
- Rawlinson, George (1812–1902), britischer Historiker und Geistlicher der Kirche von England
- Rawlinson, Greg (* 1978), neuseeländischer Rugbyspieler
- Rawlinson, Henry Creswicke (1810–1895), britischer Assyriologe und Diplomat
- Rawlinson, Henry, 1. Baron Rawlinson (1864–1925), britischer General
- Rawlinson, Herbert (1885–1953), englischer Schauspieler
- Rawlinson, Peter, britischer Autoingenieur und Manager
- Rawlinson, Peter Alan (1942–1991), australischer Herpetologe
- Rawlinson, Peter, Baron Rawlinson of Ewell (1919–2006), britischer Rechtsanwalt, Politiker (Conservative Party), Mitglied des House of Commons
- Rawlinson, Regina (* 1957), deutsche Literaturübersetzerin und Dozentin
- Rawls, Hardy (* 1952), US-amerikanischer Schauspieler
- Rawls, John (1921–2002), US-amerikanischer PhilosophJohn Rawls (1921–2002)

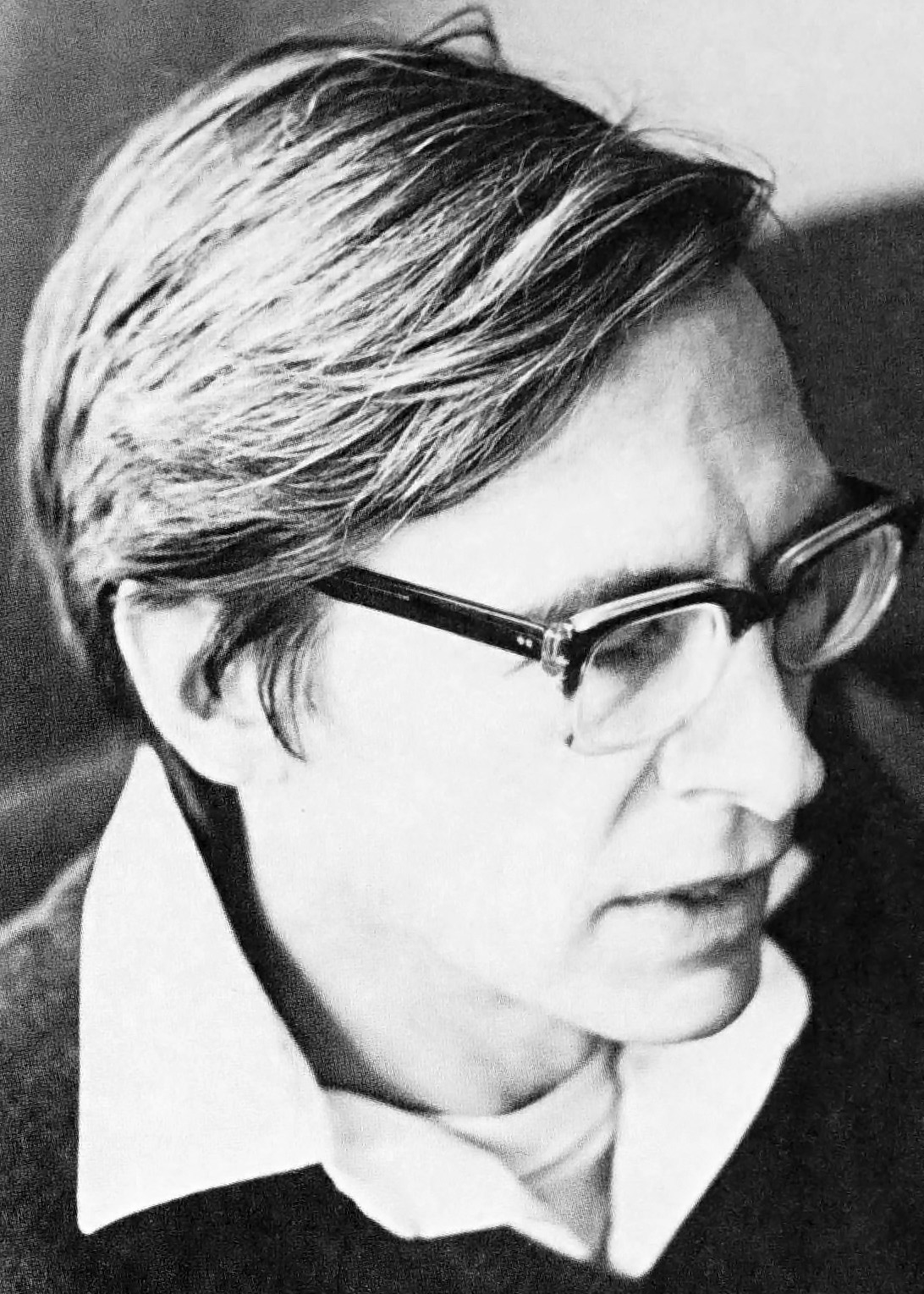
John Rawls (1921–2002)

- Rawls, John (* 1972), neuseeländischer Schauspieler
- Rawls, Katherine (1917–1982), US-amerikanische Wasserspringerin
- Rawls, Lou (1933–2006), US-amerikanischer Jazz/Soulsänger
- Rawls, Morgan (1829–1906), US-amerikanischer Politiker
- Rawls, Thomas (* 1993), US-amerikanischer American-Football-Spieler
- Rawlyk, Rory (* 1983), kanadischer Eishockeyspieler

### Rawm
- Rawme, Mohideen Mohamed (* 1979), sri-lankischer Fußballspieler

### Rawn
- Rawn, Melanie (* 1954), US-amerikanische Autorin, Historikerin und Lehrerin

### Rawo
- Raworth, Kate (* 1970), britische WirtschaftswissenschaftlerinKate Raworth (* 1970)

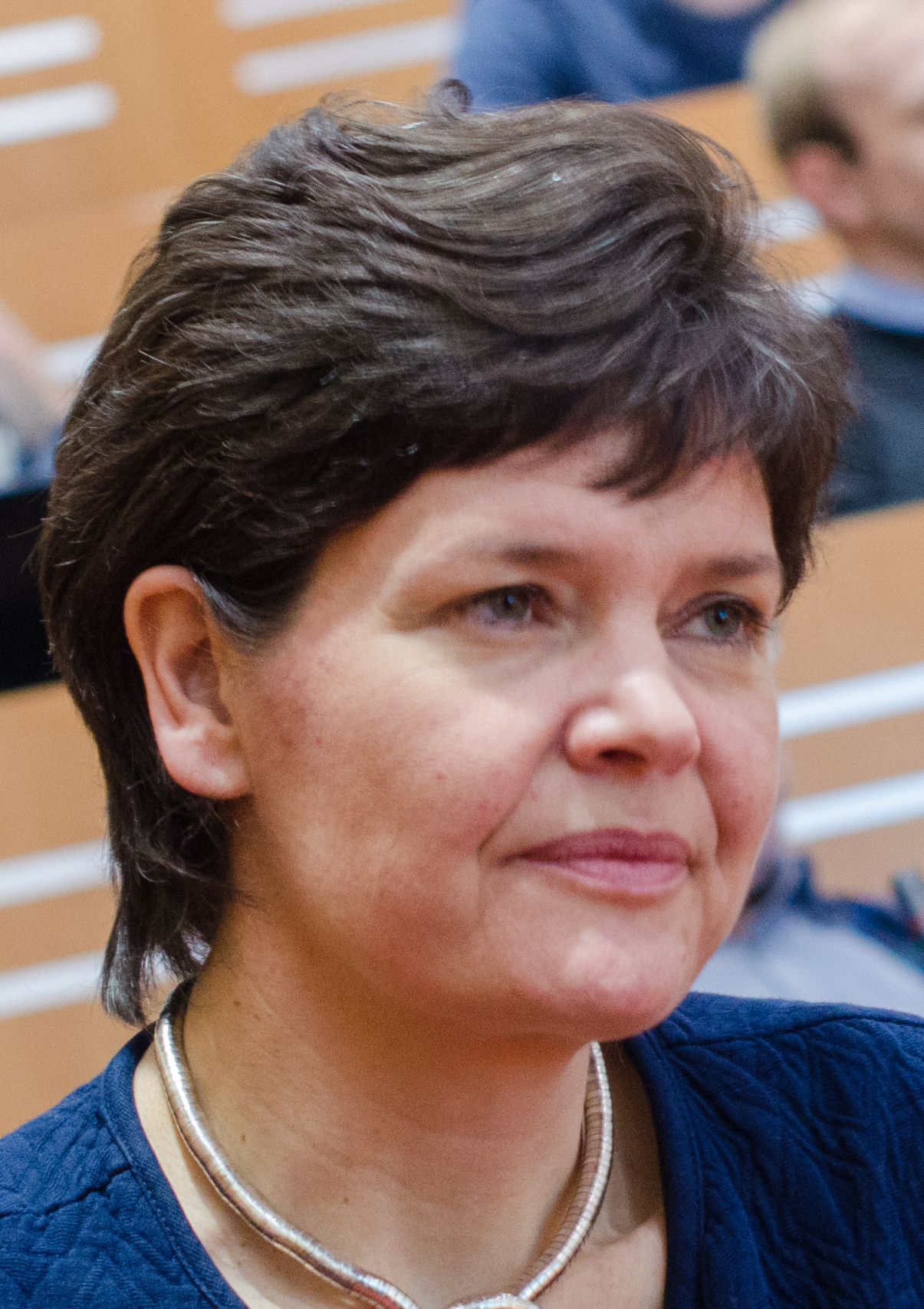
Kate Raworth (* 1970)

### Raws
- Rawson, Anna (* 1981), australische Golfspielerin
- Rawson, Charles A. (1867–1936), US-amerikanischer Politiker (Republikanische Partei)
- Rawson, Clayton (1906–1971), US-amerikanischer Schriftsteller und Illustrator
- Rawson, Elizabeth (1934–1988), britische Altertumswissenschaftlerin und Professorin in Oxford
- Rawson, Elvira (1867–1954), argentinische Medizinerin und Frauenrechtlerin
- Rawson, Harry (1843–1910), britischer Admiral und Gouverneur von New South Wales
- Rawson, Mike (1934–2000), englischer Leichtathlet
- Rawson, Rawson William (1812–1899), britischer Botaniker und Kolonialbeamter
- Rawson, Ronald (1892–1952), britischer Boxer
- Rawsthorne, Alan (1905–1971), englischer Komponist
- Rawsthorne, John (* 1936), englischer Geistlicher, römisch-katholischer Bischof